# Molinos (departamento)
Departamento Molinos é um departamento da província de Salta, na Argentina.